# Honey & Honey
Honey & Honey (ハニー&ハニー 女の子どうしのラブ・カップル?, Hanī & Hanī onnanoko-dōshi no Rabu Kappuru) è un manga di Sachiko Takeuchi parzialmente autobiografico; la serie si fa carico di raccontare lo spaccato quotidiano di una coppia lesbica giapponese e del mondo LGBT da loro frequentato.

## Trama
Sachiko e Masako si sono conosciute ad un evento di appuntamenti al buio per lesbiche. Sachiko, da poco lasciatasi con la ex compagna, finisce per rimanere molto colpita dalla ragazza butch più giovane e finiscono per seguitare a vedersi. Poco dopo di dichiarano l'una l'altra e diventano una coppia.
Attraverso capitolo monotematici l'autrice illustra la propria vita quotidiana e quella dei suoi amici (transessuali) e i rapporti con le persone etero: le uscite e le confidenze con Mai l'amica di sempre, le serate nei bar con Masako e gli amici transessuali, i dubbi sulla sessualità e l'identità di genere.
Nel manga trovano spazio anche momenti di vero e proprio reportage, come le strisce riguardo al gay pride 2006 di Tokyo o al 15º festival del cinema gay e lesbico.

## Personaggi
Sachiko
Studentessa e fumettista, è fidanzata con Masako. Si considera una bian (lesbica) femme, ovvero di abbigliamento e modi femminili.
Masako
Più giovane di Sachiko, è una lesbica dall'apparenza mascolina, da butch.
Sō-kun
Amico di Sachiko, anglogiapponese il cui vero nome è Emily. Sentendosi uomo in corpo di donna ha iniziato anche un trattamento di ormoni ed ora è un transessuale.
Kai-kun
Amico di Sachiko e FtM.
Mai
Amica e confidente di sempre di Sachiko, il suo orientamento eterosessuale non ha mai intaccato il legame che la unisce all'amica sin dalla scuola.

## Manga
In Giappone sono usciti due volumi parzialmente a colori tra il 2006 e il 2007, pubblicati da Media Factory.

### Volumi
| Nº | Titolo italiano Giapponese 「Kanji」 - Rōmaji                                                                         | Data di prima pubblicazione            | Data di prima pubblicazione |
| Nº | Titolo italiano Giapponese 「Kanji」 - Rōmaji                                                                         | Giapponese                             |                             |
| 1  | Honey & Honey 「ハニー＆ハニー 女の子どうしのラブ・カップル」 - Hanī & Hanī onnanoko-dōshi no Rabu Kappuru            | 7 aprile 2006 ISBN 978-4-8401-1522-3   |                             |
| 2  | Honey & Honey 「ハニー＆ハニー デラックス 女の子どうしのラブ・カップル」 - Hanī & Hanī onnanoko-dōshi no Rabu Kappuru | 2 febbraio 2007 ISBN 978-4-8401-1791-3 |                             |